# Patrickson Delgado
Patrickson Luiggy Delgado Villa (* 17. Oktober 2003 in Ibarra) ist ein ecuadorianischer Fußballspieler, der aktuell bei Independiente del Valle unter Vertrag steht.

## Karriere

### Verein
Delgado begann seine fußballerische Ausbildung bei Independiente del Valle, wo er bis 2021 in der Jugend spielte und auch mal an das Reserveteam ausgeliehen war. Im Januar 2021 unterschrieb er schließlich seinen ersten Profivertrag in der ersten Mannschaft. Vier Wochen später wurde er nach Europa an Jong Ajax, dem Reserveteam Ajax Amsterdams verliehen. Sein Profidebüt gab er am 11. März 2022 (30. Spieltag), als er bei einem 3:3-Unentschieden gegen den FC Dordrecht kurz vor Spielende ins Spiel kam. Bis zum Saisonende der Saison 2021/22 spielte er noch sieben weitere Male in der eerste Divisie.

### Nationalmannschaft
Delgado spielte insgesamt neunmal für die U17-Nationalmannschaft Ecuadors. Sieben Einsätze davon waren in der U-17-Fußball-Südamerikameisterschaft 2019, wo Ecuador den vierten Platz belegte. Die weiteren beiden waren ein halbes Jahr später bei der U17-WM 2019, als sein Team im Achtelfinale ausschied.